# ヴィシュニャン天文台

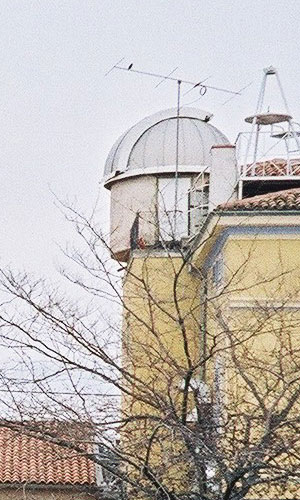
Višnjan Observatory

ヴィシュニャン天文台（ヴィシュニャンてんもんだい、クロアチア表記Zvjezdarnica Višnjan）は、クロアチアのイストリア半島の街、ヴィシュニャンにある天文台である。1996年に設立され、108個の小惑星の発見がされた。コラド・コルレヴィッチ(Korado Korlević)によって運営されている。
小惑星(9244) ビシュニャンはこの天文台のある町から命名された。